# ناوچه کلاس بیسمارک
ناوچه کلاس بیسمارک (به انگلیسی: Bismarck-class corvette) یک کلاس از کشتی است که طول آن ۸۲٫۰–۸۲٫۵ متر (۲۶۹ فوت ۰ اینچ–۲۷۰ فوت ۸ اینچ) می‌باشد.